# Міські укріплення Бихова

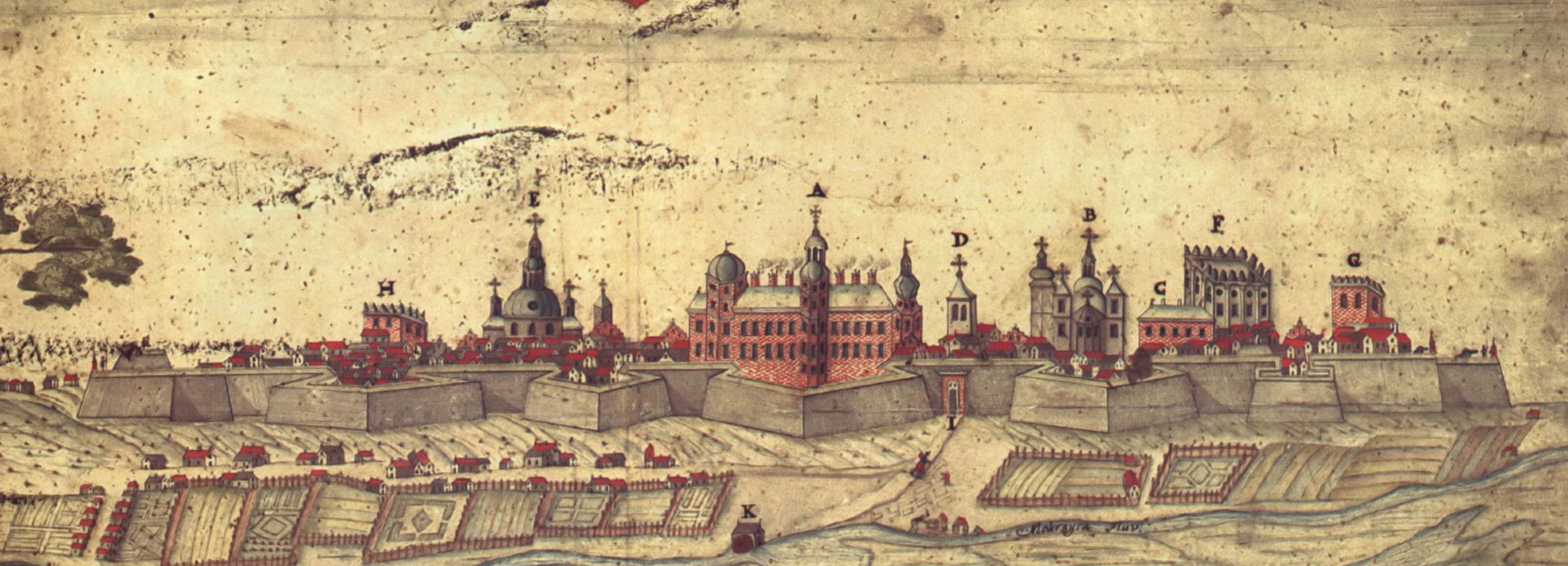
Фрагмент панорами Бихова 17 століття.

Міські укріплення Бихова включали земляний вал (800 м завдовжки, 7-8 м заввишки, до 30 м завширшки в основі) з бастіонами, равелінами та цегляними в'їзними воротами, а також оборонний рів із водою майже такої ж довжини.

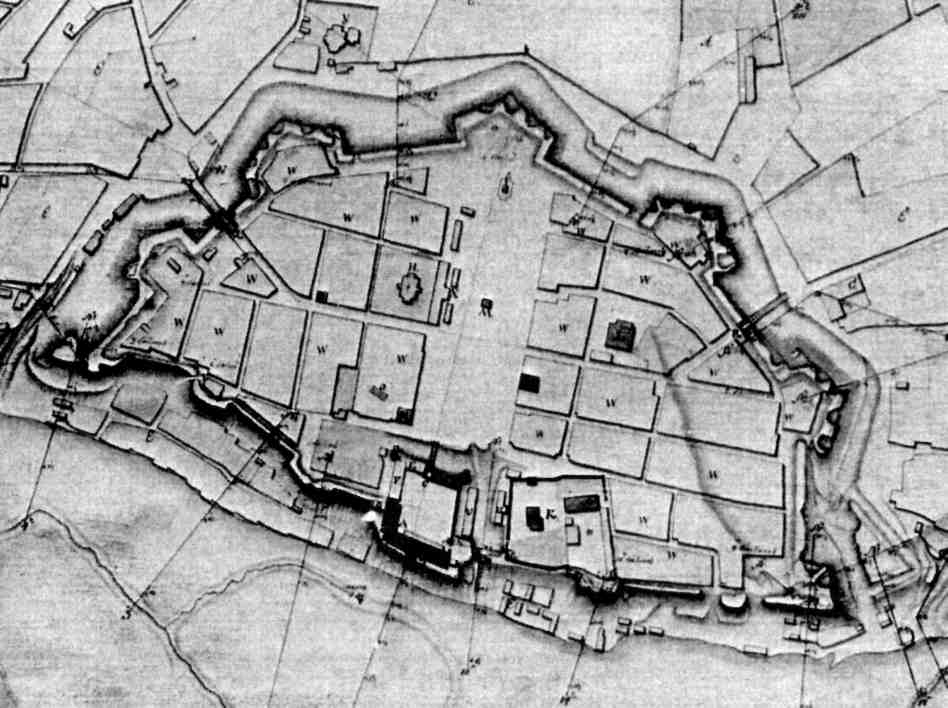
План Бихова 1781 року

Вхід і вихід з міста здійснювався через брами: Подольну (Дольну), яка вела до берегів Дніпра, Могильовську (в північній частині міста) та Рогачовську (Новобихівську), що відкривала шлях до міст Подніпров'я.

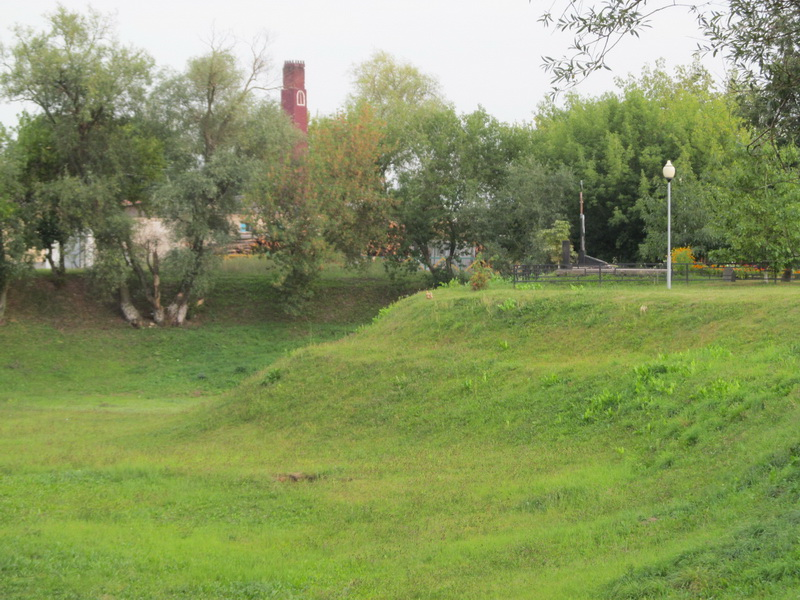
Бастіон

Як і інших білоруських містах, Бихов мав військову організацію міщан та волохів, об'єднану в десятки і сотні. Вони були озброєні холодною зброєю та вогнепальною зброєю, мали власні хоругви (бойові прапори), бубни та труби, регулярно ставилися на «перепис» перед місцевим адміністратором — «губернатором». Традиція «перепису населення» була давньою, і її притримувалися «водлуг давнєго звичаю». Повітова шляхта також щороку «пописувалася на святого Михала водлуг давнєго звичаю». Усі мешканці міста щороку займались фортифікаційно-будівельними роботами з весни до заморозків, під наглядом «губернатора» безплатно ремонтували та насипали вали, чистили та поглиблювали рів. Селяни Биховської волості влітку (посіявши ярі) та восени («з поля сойдя») перед заморозками мали згідно з розпорядженням адміністрації «водлуг давней повинности своєє валовую работу полнити».